# 18. století př. n. l.

## Události
- cca 1792 – 1750 př. n. l. – rozkvět Babylonie.
- 1787 – 1784 př. n. l. – Amorité si podrobují Uruk a Isin.
- 1786 př. n. l. – Egypt: umírá královna Sebeknofru. Konec 12. dynastie, začátek 13. dynastie, začátek 14. dynastie.
- 1785 př. n. l. – S nástupem 13. dynastie k moci začíná v Egyptě postupný rozklad Střední říše.
- 1779 př. n. l. – Zimrilim, král Mari, přebírá vládu.
- 1770 př. n. l. – Babylón, hlavní město Babylonie, se stává největším městem světa. Nastupuje na místo Théb, hlavního města Egypta.[1]
- 1757 př. n. l. – Zimrilim, král Mari, umírá.
- 1750 př. n. l. – Hyksósové okupují severní Egypt.
- 1750 př. n. l. – Obrovská vulkanická erupce hory Veniaminof, Aljaška.
- Začátek doby bronzové ve střední Evropě.

## Hlavy států
- Babylonie – Chammurapi († 1750), Samsu-Iluna († 1712), Abi-Ešu.
- Asýrie – Šamší-Adad I. († 1781), Išme-Dagán I. († 1741), Mut-Aškur, Rímuš